# Rhus leptodictya
Rhus leptodictya là một loài thực vật có hoa trong họ Đào lộn hột. Loài này được Diels miêu tả khoa học đầu tiên năm 1907.

## Hình ảnh

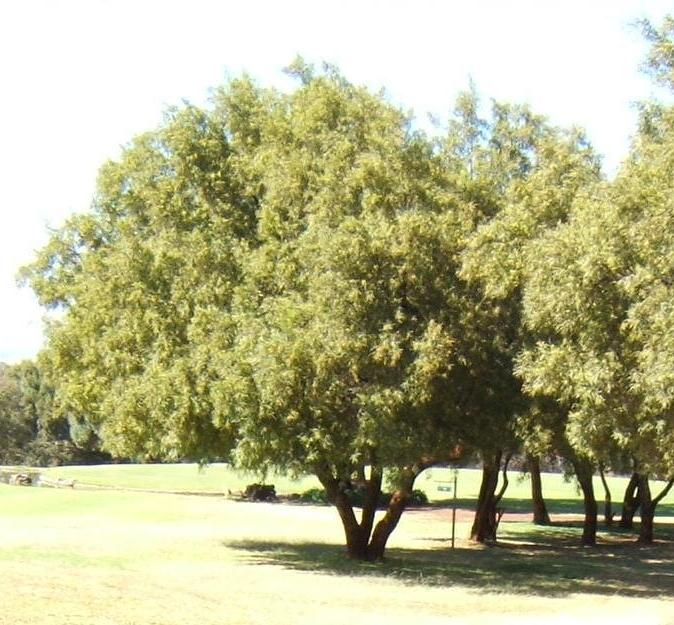
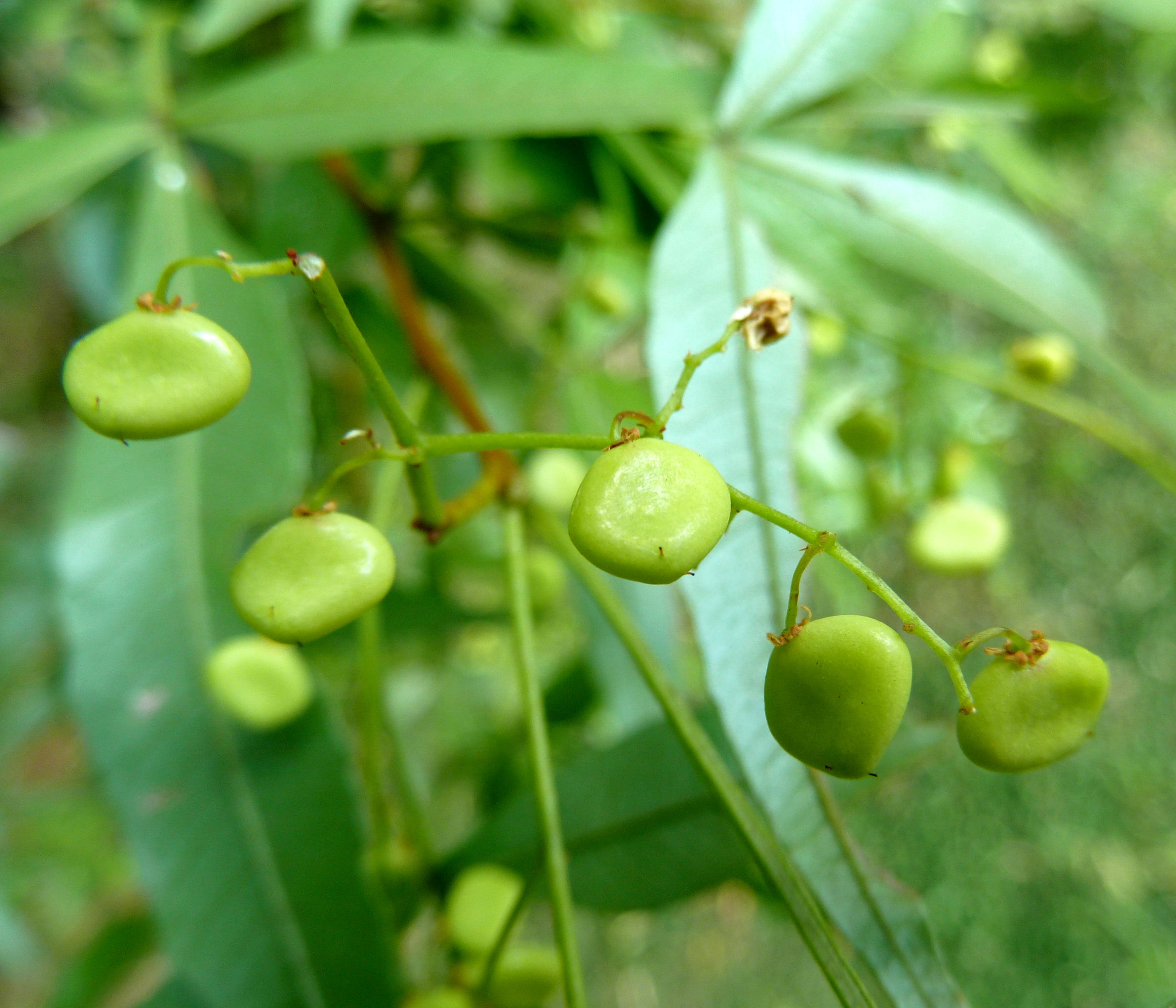
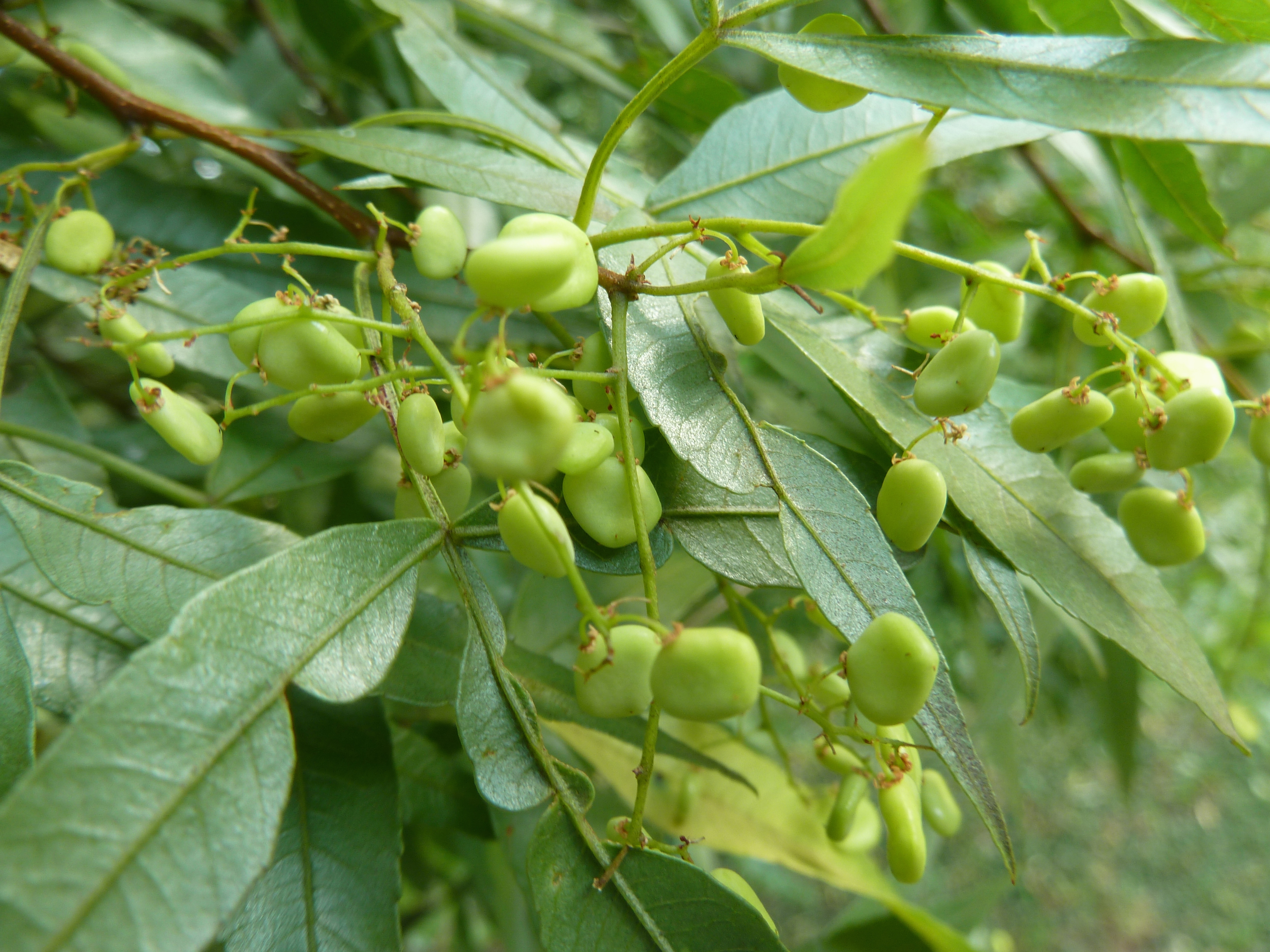
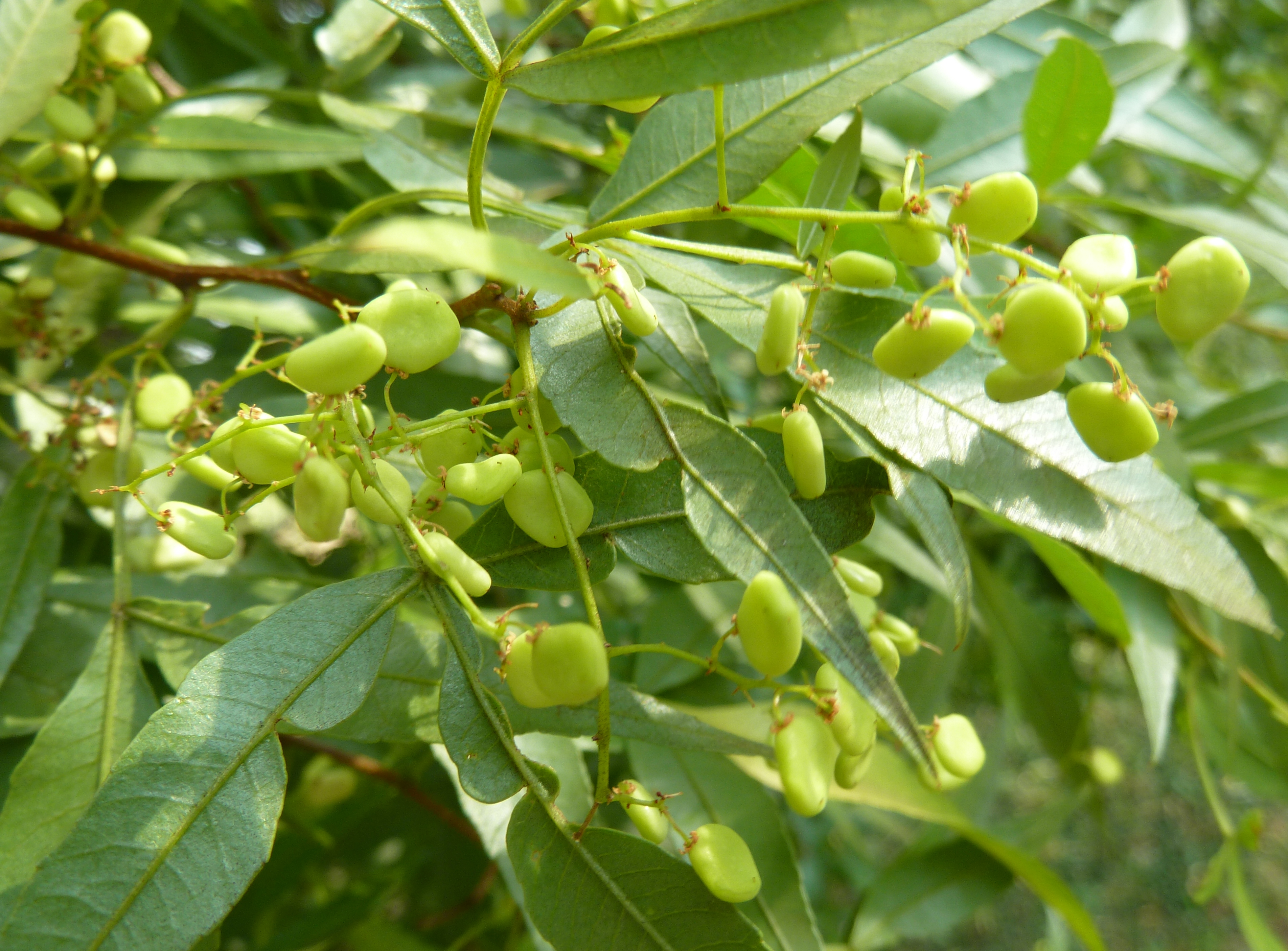